# Dalekozrakost

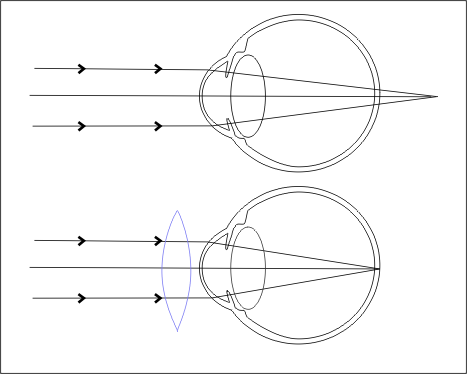
Schematické znázornění dalekozrakosti a její nápravy pomocí čočky umístěné před oko

Dalekozrakost neboli hyper(metr)opie (latinsky hypermetropia či hyperopia) je oční refrakční vada, při které se paprsky světla usměrněné čočkou lidského oka sbíhají až za sítnicí, a na sítnici tedy nevzniká ostrý obraz. Typická je neschopnost postiženého vidět ostře blízké předměty a naopak dobré vidění do dálky, což také vedlo k označení „dalekozrakost“. Při silnější vadě však postižená osoba nevidí dobře ani na dálku. Příčinou je nejčastěji menší axiální (předozadní) délka oka, méně často nedostatečné zakřivení rohovky ve vztahu k dané délce oka.
Na rozdíl od krátkozrakosti dokáže oko tuto vadu pomocí akomodace (zaostřovací schopnosti nitrooční čočky) částečně nebo plně kompenzovat. Proto zůstávají nižší stupně dalekozrakosti do cca 40 let zcela skryté a člověk nemá potíže ani s viděním na blízko ani na dálku.
Podobně jako dalekozrakost se projevuje i vetchozrakost (presbyopie), což však není porucha, ale v zásadě fyziologický jev. Dalekozrakost a presbyopie se navzájem sčítají. Vrozená dalekozrakost se někdy s dospíváním snižuje nebo úplně mizí (zatímco u krátkozrakosti je tomu zpravidla naopak). Často se vyskytuje v kombinaci s astigmatismem, strabismem nebo tupozrakostí. Slabší vrozená dalekozrakost se zpočátku (v dětství, mládí) nemusí projevovat (jde pak o tzv. latentní hyperopii), neboť oko má určitou schopnost ji kompenzovat akomodací (smršťováním) čočky. Projeví se pak až ve vyšším věku, kdy se pružnost čočky snižuje.
Snižování dalekozrakosti může být dáno jednak tím, že oko dostatečně vyroste. Současně však tím, že má oko schopnost akomodací vadu částečně či plně kompenzovat, nevidí mnohdy dospívající význam v nošení brýlí, které jim esteticky vadí (zvětšují oči). Pokud nadměrné zatížení akomodace nevede k potížím s bolestmi hlavy, šilháním a celkovou únavou a očním diskomfortem, není nutné se do brýlové korekce nutit. Nenošením brýlí se nepoškozuje zrak ani se tím vada nemůže zhoršit či zlepšit. O latentní (skryté) dalekozrakosti mluví neodpovídající síla brýlí na čtení ve vztahu k věku. Např. + 2,0 dioptrie ve 40 letech.
Silná dalekozrakost je průvodním jevem afakie (absence čočky, např. po operaci šedého zákalu) a také mikroftalmie (příliš malé oko).

## Typologie
Podle síly vady se dalekozrakost dělí na
- slabou (do +3 dioptrií)
- střední (mezi +3 a +6 D)
- vysokou (mezi +6 a +9 D)
- těžkou (nad +9 D)

## Korekce dalekozrakosti
Stupeň vady se určuje měřením refrakce a vyjadřuje se počtem dioptrií (nutných ke korekci), v případě dalekozrakosti s plusovým znaménkem. Dalekozrakost se obecně kompenzuje spojnými (zvětšujícími) čočkami. Tradičním nosičem umělých čoček jsou brýle, alternativou je použití kontaktních čoček. Dalekozrakost je také většinou možné odstranit nebo alespoň zmírnit laserovou operací. 
V současné době je nejvhodnějším laserovým zákrokem ke korekci nižších stupňů dalekozrakosti metoda LASIK. Na rozdíl od starších metod jako PRK nebo LTK jsou výsledky stabilní a je možné s vysokou přesností odstranit i středně vysokou vadu.
Ve věku nad 45 let, kdy se k dalekozrakosti přidává také vetchozrakost jsou možnosti korekce:
- několik párů brýlí na různé činnosti
- multifokální či bifokální brýle či kontaktní čočky
- výměna nitrooční čočky za umělou multifokální čočku

Operace výměny nitrooční čočky, které byly dříve určeny téměř výhradně pro pacienty se šedým zákalem, anebo extrémně vysokými dioptrickými vadami v současně pokročilém věku, se dnes zcela běžně provádějí u lidí mladších 50 let, kteří se chtějí “jen” zbavit brýlí na čtení a získat znovu svobodu ostrého vidění na všechny vzdálenosti. Důvodem je obrovský technologický vývoj v umělých nitroočních čočkách, rychlost a vysoká bezpečnost zákroku (trvá 15 minut) díky precizním a šetrným přístrojům. A tak již zásadní otázkou není zda takovou operaci podstoupit, ale jakou čočku zvolit.